# Wojny kolonialne w Ameryce Północnej
Wojny kolonialne w Ameryce Północnej – seria konfliktów zbrojnych pomiędzy kolonialnymi potęgami: Holandią, Francją, Wielką Brytanią i Hiszpanią. Były one zwykle echem szerszych konfliktów toczonych na kontynencie europejskim.
Do czasów rewolucji amerykańskiej prowadzono w Ameryce Północnej następujące wojny:
- 1588 – klęska Wielkiej Armady, bitwa, w której zniszczono Wielką Armadę odbyła się na kanale La Manche, lecz ze względu na jej skutki dla rozwoju kolonializmu w Ameryce Północnej, traktuje się ją jako pierwszą wojnę kolonialną o dominację w Ameryce Północnej.
- 1655 – wojna szwedzko-holenderska
- 1664–1666 – II wojna angielsko-holenderska
- Wojny angielsko-francusko-hiszpańskie
  - 1689–1697 – wojna króla Wilhelma, jako część wojny Ligi Augsburskiej zakończonej traktatem z Ryswick
  - 1701–1713 – wojna królowej Anny, jako część wojny o sukcesję hiszpańską, zakończonej pokojem utrechckim
  - 1739 – Wojna o ucho Jenkinsa
  - 1744–1748 – wojna króla Jerzego, jako część wojny o sukcesję austriacką, zakończonej traktatem z Aix-la-Chapelle
  - 1754–1763 – wojna o panowanie w Ameryce Północnej, jako część wojny siedmioletniej, zakończonej pokojem paryskim